# CAN'T SLEEP, CAN'T EAT, I'M SICK/人魚
《CAN'T SLEEP, CAN'T EAT, I'M SICK／人魚》（廢寢忘食／人魚）是安室奈美惠以个人单独名义在2006年5月17日发行的第31张单曲。

## 簡介
- 2006年唯一的單曲，以CD+DVD與CD ONLY兩形式發行。封面的主題為《CAN'T SLEEP, CAN'T EAT, I'M SICK》，封底的主題則為《人魚》。
- 《CAN'T SLEEP, CAN'T EAT, I'M SICK》再度與T.KURA和MICHICO夫妻合作，《人魚》則是安室首次翻唱NOKKO1994年的作品《人魚》。
- 《CAN'T SLEEP, CAN'T EAT, I'M SICK》的音樂錄影帶編舞是珍娜傑克森的演唱會編舞家Shawnette Heard負責，亦是他首次跟日本歌手合作。
- 《人魚》是安室於1994年出演連續劇「穿越時空的少女」的主題歌的新抒情版本，並首次穿著和服於音樂錄影帶中演出。
- 《CAN'T SLEEP, CAN'T EAT, I'M SICK》其後收錄於第八張專輯《PLAY》中，《人魚》則沒有收錄於任何專輯中。
- 初登場第2位，從出道單曲《太陽的SEASON》連續12年擁有TOP 10單曲，與小泉今日子、工藤静香並列歷代1位，翌年發行《Baby Don't Cry》後則單獨成為歷代1位歌手。

## 收錄曲

### CD
1. CAN'T SLEEP, CAN'T EAT, I'M SICK
作詞：Michico 作曲：T.KURA, Michico 編曲：T.KURA
2. 人魚
作詞：NOKKO 作曲：Kyohei Tsutsumi 編曲：Nao'ymt
3. CAN'T SLEEP, CAN'T EAT, I'M SICK (Remix)
4. 人魚 (Instrumental)
5. CAN'T SLEEP, CAN'T EAT, I'M SICK (Instrumental)

### DVD
1. CAN'T SLEEP, CAN'T EAT, I'M SICK <VIDEO CLIP>
2. 人魚 <VIDEO CLIP>

## 外部連結
- 安室奈美惠 avex Official web site（页面存档备份，存于）
- VISION FACTORY Artist Page（页面存档备份，存于）